# КБ-4 Чучулига II
КБ-4 „Чучулига II“ е български лек многоцелеви самолет, двуместен биплан, разработен и произвеждан в Самолетна фабрика „Капрони Български“ – Казанлък.
КБ-4 представлява развитие на предходния модел на фирмата – учебно-тренировъчния КБ-3 Чучулига I, който се оказва сравнително добър за времето си самолет. Преценено е, че конструкцията му има още резерви за развитие и е взето решение за по-нататъшното му модернизиране, като в резултат се появява КБ-4. Самолетът е предназначен за използване като учебно-тренировъчен, свързочен и евентуално разузнавателен с близко действие.
Основната стъпка, предприета в тази насока, е замяната на чехословашкия двигател Walther Castor II с по-надеждния и икономичен американски двигател Wright-E1P 957 Whirlwind (9-цилиндров звездообразен с въздушно охлаждане, мощност 161 kW/220 hp). На тялото под двигателя е монтиран маслен радиатор с диаметър 20 mm.
Добавено е въоръжение: при наблюдателя за защита на задната полусфера е монтирана 7,92-mm картечница Vickers F, потопена в тялото зад кабината, откъдето се изважда в бойно положение при необходимост. През 1937 г. от Полша са закупени малка партида авиационни картечници Vickers Class F за въоръжаване на самолетите българско производство. Понеже картечниците са британско производство за Полша, англичаните не са съгласни оръжие и самолетни двигатели да се продават на българската страна, затова за следващите серии български самолети се закупуват полски картечници 7,92-mm PWU-FK wz.36G/R. С това КБ-4 стават първите български самолети, на които фабрично се монтира въоръжение.
Предвидена е и възможност за монтиране на фотооборудване. Други по-съществени конструктивни изменения в сравнение с КБ-3 няма. Самолетът е приет на въоръжение и през 1938 г. в заводите на „Капрони Български“ е произведена серия от 28 машини.
В процеса на експлоатация на КБ-4, американските двигатели Whirlwind изчерпват техническия си ресурс, като това става по времето, когато България вече се намира във война със САЩ и доставката на нови двигатели от този тип е невъзможна. Взето е решение машините да бъдат преработени, за да използват немските редови двигатели с водно охлаждане Argus As 10C, но разчетите показват, че монтирането на тези двигатели ще влоши летателните характеристики на самолета. При това положение КБ-4 е преработен по начин, позволяващ на него да се монтира чехословашкия двигател Walther Castor II, чиито характеристики се доближават до тези на Whirlwind.
Известно количество КБ-4 „Чучулига II“ са използвани по време на Втората световна война като свързочни самолети.